# Škoda 806
Škoda 806 byl užitkový automobil vyráběný v československé automobilce Škoda. Byl to velký třínápravový valník, případně autobus. Výroba začala roku 1935 a skončila v roce 1936, vyrobilo se 6 těchto vozidel.
Motor byl vodou chlazený řadový šestiválec OHV. Dva z vyrobených vozů (806 T) měly benzínový motor o objemu 8,3 l. Motor dalších dvou (806 D) měl objem 8554 cm³ (byl také použit u typů 606 a 406), jezdil na naftu a měl výkon 77 kW (105 koní), vůz vážící zhruba 6 tun s ním dosahoval rychlosti okolo 51 km/h. Poslední dva kusy (806 DT) poháněl vznětový motor o objemu 11 782 cm³, který měl výkon 99 kW a mohl jet až 62 km/h.
V roce 1935 byl vyroben jediný autobus ve verzi 806 D, jehož kapacita činila 80 cestujících (z toho 38 sedících). Třínápravový vůz byl před druhou světovou válkou v provozu na mezistátní lince Cheb – Františkovy Lázně – Aš – Bad Elster.